# Блосут (станція метро)
59°17′24″ пн. ш. 18°05′27″ сх. д. / 59.29° пн. ш. 18.090833° сх. д.
«Блосут» (швед. Blåsut) — станція Зеленої лінії Стокгольмського метрополітену, обслуговується потягами маршруту Т18.
Станція була відкрита 1 жовтня 1950, у складі черги Слюссен — Гекараньєн.  

Відстань від станції Слюссен 3,6 км.
Пасажирообіг станції в будень —	3800  осіб (2019)

Розташування: Йоганнесгов, Седерорт, Стокгольм
Конструкція: відкрита наземна станція з однією прямою острівною платформою

## Операції
| Попередня станція     | Лінія | Лінія     | Лінія | Наступна станція           |
| --------------------- | ----- | --------- | ----- | -------------------------- |
| Шермарбрінк до Альвік |       | Лінія T18 |       | Сандсборг до Фарста-странд |